# Love Never Turns Against
Albums de Mari Hamada
In the Precious Age
(1er sept. 1987) Return to Myself
(7 juin 1989)
Compilations par Mari Hamada
Anthology 1987
(21 déc. 1987) Heart and Soul
(21 nov. 1988)
Singles
1. Call My Luck
Sortie : 8 juin 1988

Love Never Turns Against (écrit en capitales : LOVE NEVER TURNS AGAINST) est le 8e album original de Mari Hamada, sorti en 1988.

## Présentation
L'album sort le 21 juin 1988 au Japon sur le label Invitation de Victor Entertainment, dix mois après le précédent album original de la chanteuse, In the Precious Age (entre-temps est sortie sa quatrième compilation, Anthology 1987). Il atteint la 4e place du classement des ventes de l'Oricon, et reste classé pendant douze semaines. Il reste le neuvième album le plus vendu de la chanteuse. Comme ses autres albums, il est ré-édité le 24 mars 1994 à l'occasion de ses 10 ans de carrière (présentation officielle fautive), puis le 22 octobre 2008 pour les 25 ans, et le 15 janvier 2014 pour les 30 ans.
C'est le deuxième album de Mari Hamada à être enregistré aux États-Unis, par le producteur Greg Edward (Mike Clink en est le producteur exécutif), avec des musiciens américains dont le guitariste Michael Landau. Il contient onze chansons de genre hard FM, dont une seule entièrement en anglais (In Your Eyes, composée par Landau). Deux d'entre elles étaient déjà parues sur le 7e single d'Hamada, Call My Luck  (avec la chanson Sailing On en "face B", coarrangée par David Foster), sorti deux semaines plus tôt le 8 juin. La chanson de son 6e single Forever (avec un titre live en "face B"), sorti en mars précédent, ne figure pas sur l'album (elle figurera par contre sur sa 5e compilation Heart and Soul qui sort en novembre suivant).
Deux morceaux de l'album figurent sur la bande-son de l'OAV One-Pound Gospel  : Call My Luck et Cry No More, respectivement comme insert song et générique de fin.

## Liste des titres
Toutes les paroles sont écrites par Mari Hamada.
| CD    | CD                                                  | CD                          | CD    | CD | CD | CD | CD | CD | CD |
| No    | Titre                                               | Musique                     | Durée |    |    |    |    |    |    |
| ----- | --------------------------------------------------- | --------------------------- | ----- | -- | -- | -- | -- | -- | -- |
| 1.    | Shadow of the Night (SHADOW OF THE NIGHT)           | Adryan Russ                 | 4:52  |    |    |    |    |    |    |
| 2.    | In Your Eyes (IN YOUR EYES)                         | Michael Landau, Tom Keane   | 4:23  |    |    |    |    |    |    |
| 3.    | Cry No More (CRY NO MORE)                           | Hiroyuki Ohtsuki (大槻啓之) | 4:41  |    |    |    |    |    |    |
| 4.    | Call My Luck (CALL MY LUCK)                         | Hiroyuki Ohtsuki            | 4:06  |    |    |    |    |    |    |
| 5.    | Rain (RAIN)                                         | Takanobu Masuda (増田隆宣)  | 4:20  |    |    |    |    |    |    |
| 6.    | One in a Million (ONE IN A MILLION)                 | Hiroyuki Ohtsuki            | 3:19  |    |    |    |    |    |    |
| 7.    | Love Never Turns Against (LOVE NEVER TURNS AGAINST) | Hiroyuki Ohtsuki            | 4:18  |    |    |    |    |    |    |
| 8.    | We Can Change (WE CAN CHANGE)                       | Haward Killy                | 4:18  |    |    |    |    |    |    |
| 9.    | Magical Land (MAGICAL LAND)                         | Hiroyuki Ohtsuki            | 4:07  |    |    |    |    |    |    |
| 10.   | Sailing On (SAILING ON)                             | Takanobu Masuda             | 3:42  |    |    |    |    |    |    |
| 11.   | All Alone (ALL ALONE)                               | Yusuke Nakamura (中村裕介)  | 5:15  |    |    |    |    |    |    |
| 47:26 |                                                     |                             |       |    |    |    |    |    |    |

## Musiciens
- Guitares : Michael Landau
- Basse : John Pierce
- Batterie : John Keane
- Claviers : Tom Keane (invités : David Foster, Jeff Daniel, Greg Edward)
- Chœurs : Jason Scheff, Tom Keane